# Скот (окръг, Тенеси)
Вижте пояснителната страница за други значения на Скот.
Окръг Скот (на английски: Scott County) е окръг в щата Тенеси, Съединени американски щати. Площта му е 1380 km², а населението – 21 127 души (2000). Административен център е град Хънтсвил.